# むつれ (掃海艇)
むつれ（ローマ字：JDS Mutsure, MSC-619、YAS-72）は、海上自衛隊の掃海艇。かさど型掃海艇の16番艇。艇名は六連島に由来する。旧海軍択捉型海防艦「六連」に次いで日本の艦艇としては2代目。

## 艦歴
「むつれ」は、第2次防衛力整備計画に基づく昭和37年度計画掃海艇319号艇として、日立造船神奈川工場で1963年3月28日に起工され、1963年12月16日に進水、1964年3月24日に就役し、第1掃海隊群に編入。翌3月25日、第1掃海隊群隷下に第38掃海隊が新編され、同日付で就役した「ちぶり」とともに編入された。
1975年3月31日、第38掃海隊が舞鶴地方隊に編入。
1980年3月17日、特務船に種別変更され、船籍番号がYAS-72に変更。横須賀地方隊横須賀警備隊に編入。
1986年3月4日、除籍。